# 潘陽都正
潘陽都正（韓語：반양도정，1686年—1739年），諱李炤（韓語：이소），字伯明（韓語：백명），是朝鮮王朝時代的王族成員。

## 生平
李炤是朝鮮王朝第16代君主仁祖的曾孫，東平君李杭與錦城郡夫人朴蕙的長子，初封潘陽副正（韓語：반양부정），後升為潘陽都正。
肅宗二十七年（1701年），父親東平君涉嫌與張禧嬪的兄長張希載有來往而被流放，同年在絕島（韓語：절도）被賜死，而他和弟弟李炫則避免連坐，僅撤去所有官職，放歸田里。
李炤死後，李炤一家人捲入了與李亮濟（韓語：이량제）宣揚「國有大喪」流言一事被審訊。
高宗元年（1864年），高宗恢復了他的名譽和爵位。

## 家族關係
- 曾祖父：朝鮮仁祖李倧
- 曾祖母：廢貴人趙氏
- 祖父：崇善君李澂
- 祖母：永豐郡夫人 平山申氏
- 父親：東平君李杭
- 母親：錦城郡夫人 朴蕙，羅州人朴世樟（韓語：박세장）女
- 正室：慎夫人 蔚山朴氏，朴世振（韓語：박세진）女[2]
  - 繼子：鶴城君李坰，生父是益安大君的後代李弘緖（韓語：이홍서）[10]
- 側室：不詳
  - 庶子：鶴川君李坪
  - 庶子：鶴原君李壤
  - 庶子：李城[11]
- 妾：草貞[12]
  - 子：李仁明，草貞所出[12]
  - 子：李景明，草貞所出[12]
  - 子：李顯明[13]
  - 子：李文明[13]

## 附註
1. 1 2  전주이씨대동종약원에 오신 것을 환영합니다 的存檔，存档日期2015-09-24.
2. 1 2 3 4  《璿源系譜紀略》14卷·仁祖大王
3. ↑  《肅宗實錄》35卷·二十七年十一月初九條
4. ↑  .   [2014-10-16]. （原始内容存档于2014-02-01）.
5. ↑  《肅宗實錄》35卷·二十七年十月十三條
6. ↑  《肅宗實錄》35卷·二十七年十一月初九條
7. ↑  《英祖實錄》37卷·十年正月初五月條
8. ↑  《英祖實錄》76卷·37卷·十年正月二十二月條
9. ↑  《高宗實錄》1卷·元年七月十一條
10. ↑  . 장서각기록유산DB.   [2020-08-30]. （原始内容存档于2021-04-17）.
11. ↑  《英祖實錄》76卷·二十八年四月十八條
12. 1 2 3  《英祖實錄》76卷·二十八年四月十八條
13. 1 2  《英祖實錄》76卷·二十八年四月二十一條